# برکلی هایتس، نیوجرسی
برکلی هایتس (به انگلیسی: Berkeley Heights) شهری در ایالت نیوجرسی کشور ایالات متحده آمریکا است که جمعیت آن در سرشماری سال ۲۰۱۰ میلادی، ۱۳٬۱۸۳ نفر بوده‌است.